# 父城街道
父城街道，原名城关镇，是中华人民共和国河南省平顶山市宝丰县下辖的一个乡镇级行政单位，2021年撤镇设街道，并将原周庄镇的陈营、丁楼、铁梨寨园居民委员会及辛庄、皮庄、河何庄村划入街道。

## 行政区划
父城街道下辖以下地区：
东中社区、南关社区、大寺社区、东关社区、群英社区、仓巷社区、东街社区、北街社区、西街社区、友好社区和民兴社区。